# Lake of Despair

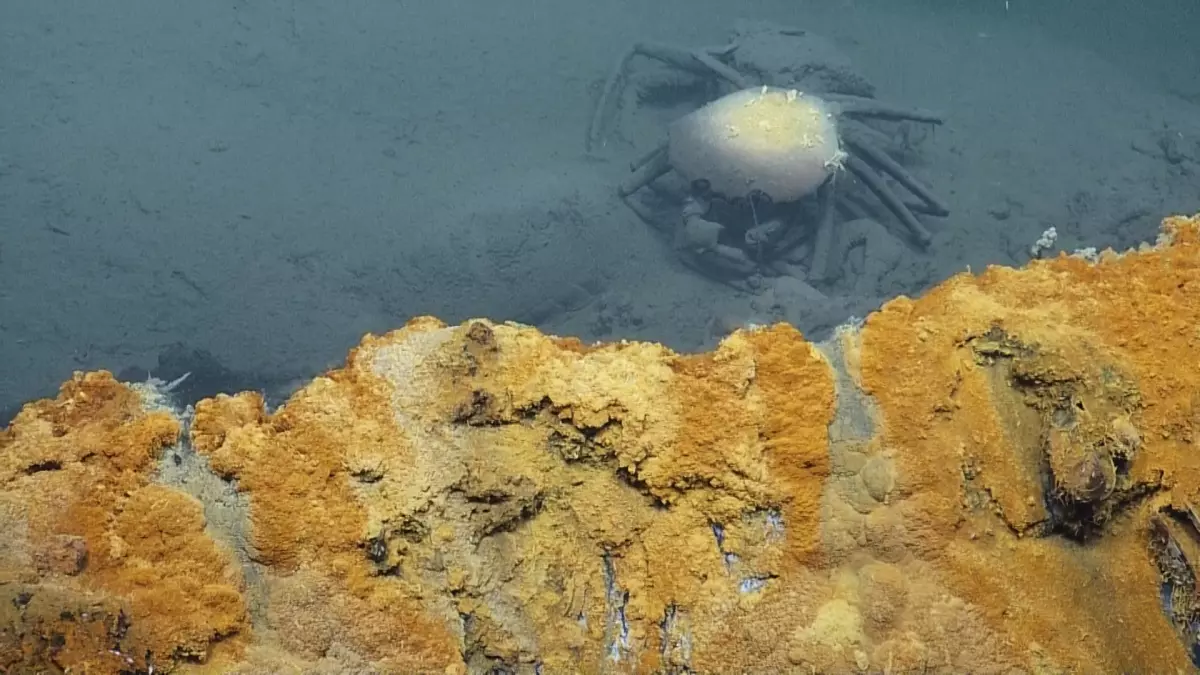
Caranguejo preservado sobre salmoura no Lake of Despair.

O Lake of Despair (em português brasileiro: Lago do Desespero), também chamado de Hot Tub of Despair, é um lago submarino constituído de água hipersalina com metano e sulfeto de hidrogênio como solutos, que se localiza à 1.000 metros de profundidade abaixo do Golfo do México e possui mais de 19 metros de profundidade e 30 metros de circunferência. O Lake of Despair foi descoberto em 2015 no navio de pesquisa E/V Nautilus, enquanto cientistas operavam o veículo subaquático operado remotamente Hércules.
Com a utilização de sensores, foi descoberto que o Lake of Despair possui a temperatura de 7,4° celsius. Chegando a temperatura de 19° celsius à 19 metros de profundidade.